# Party
Party (ang. 'impreza') – piąty album solowy Iggy’ego Popa, wydany w 1981 roku. Album zajął 166. miejsce na liście albumów Billboard's Top 200.

## Lista utworów
1. „Pleasure” – 3:10
2. „Rock and Roll Party” – 4:11
3. „Eggs on Plate” – 3:41
4. „Sincerity” – 2:38
5. „Houston is Hot Tonight” – 3:30
6. „Pumpin' for Jill” – 4:30
7. „Happy Man” – 2:19
8. „Bang Bang” – 4:08
9. „Sea of Love” (George Khoury, Phil Phillips) – 3:49
10. „Time Won't Let Me” (Tom King, Chet Kelley) – 3:22

## Twórcy
- Iggy Pop – wokal
- Ivan Kral – gitara, keyboard
- Rob Duprey – gitara
- Michael Page – bas
- Douglas Bowne – perkusja
- Jimmy Whizner – aranżacje w „Sea of Love”, „Bang Bang”, „Time Won't Let Me"
- The Uptown Horns – instrumenty dęte blaszane w „Pleasure”, „Sincerity”, „Houston is Hot Tonight”, „Happy Man”